# Territoires en mouvement
Pour les articles homonymes, voir TEM.
 (février 2022).
Si vous disposez d'ouvrages ou d'articles de référence ou si vous connaissez des sites web de qualité traitant du thème abordé ici, merci de compléter l'article en donnant les références utiles à sa vérifiabilité et en les liant à la section « Notes et références ».
 (mars 2024).
Territoires en mouvement (TEM) est un parti politique français de centre droit fondé en 2011 par Jean-Christophe Fromantin.

## Historique

### Fondation
Jean-Christophe Fromantin, maire de Neuilly-sur-Seine, étiqueté DVD lors des élections, lance son mouvement le 5 septembre 2011
Territoires en mouvement fait partie des mouvements fondateurs de l'Union des démocrates et indépendants (UDI) en octobre 2012 avant de la quitter en décembre 2015[réf. souhaitée].

### Élections législatives de 2017

Logo du mouvement 577 – Les Indépendants de la droite et du centre.

Le mouvement « 577 pour la France » est lancée en mars 2017 par TEM et Jean-Christophe Fromantin,.

### Élection présidentielle de 2022
TEM soutient au premier tour de l'élection présidentielle Valérie Pécresse.

### Élections européennes de 2024
En septembre 2023, Jean-Christophe Fromantin et TEM annoncent travailler à composer une liste, nommée « Notre Europe », « enracinée dans les territoires » et faisant largement appel aux élus locaux.
Fin novembre 2023, l'association politique Utiles (dirigée par Bertrand Pancher), et Jean-Christophe Fromantin (représentant Notre Europe) commencent à préparer une candidature commune aux élections européennes de 2024 en France. Une liste intitulée « Le Centre » avec l'Alliance centriste est ensuite envisagée, mais cette idée est abandonnée le 3 mai 2024 pour des raisons budgétaires. 